# Triton (Terranova y Labrador)
Triton es un pueblo canadiense situado en la provincia de Terranova y Labrador.

## Superficie
Triton tiene una superficie de 7,54 km².

## Demografía
En 2021, tenía 896 habitantes, una densidad poblacional de 118,9 hab./km², y 457 viviendas.